# Borgo Priolo
Borgo Priolo (lombardul: Burgh Pariö) település Olaszországban, Lombardia régióban, Pavia megyében. Lakosainak száma 1278 fő (2023. január 1.). Borgo Priolo Calvignano, Casteggio, Fortunago, Montalto Pavese, Montebello della Battaglia, Montesegale, Rocca Susella, Torrazza Coste és Borgoratto Mormorolo községekkel határos.

## Népesség
A település népességének változása:
| Lakosok száma | 1473 | 1475 | 1278 |
|               | 2017 | 2018 | 2023 |